# Amilcare Paolucci
Amilcare Paolucci (Boston, 19 giugno 1893 – Quisca, 5 settembre 1917) è stato un militare statunitense naturalizzato italiano, maggiore di fanteria del Regio Esercito durante la prima guerra mondiale, fu decorato di Medaglia d'argento al valor militare alla memoria.

## Biografia
Nacque a Boston, negli Stati Uniti d'America, il 19 giugno 1893, figlio di emigrati, padre italiano originario di Rapino e madre francese.  All'età di 17 anni si sentì italiano  e scelse di intraprendere la carriera da militare in Italia, entrando nel 1910 presso il Collegio Militare di Roma, e due anni dopo fu ammesso a frequentare la Regia Accademia Militare di fanteria e Cavalleria di Modena. Uscitone con il grado di sottotenente, assegnato all'arma di fanteria, fu mandato al 60º Reggimento fanteria "Calabria" in forza al quale partecipò alle fasi successive alla guerra italo-turca, combattendo in Tripolitania.
Dopo essere stato promosso tenente e poi capitano, il 1 febbraio 1916 rientrò in Patria, per prendere parte, a partire dal 26 maggio, alla grande guerra, assegnato al II Battaglione, 231º Reggimento fanteria della Brigata "Avellino", di cui assunse il comando nel maggio 1917. Si distinse subito per tenacia e temerarietà, tanto da essere chiamato "il leone della Brigata Avellino" e partecipò a tutte le successive battaglie sul fronte dell'Isonzo. 
Venne promosso sul campo al grado di maggiore, dopo essersi distinto nei combattimenti di Zagora e sul Monte Cucco.

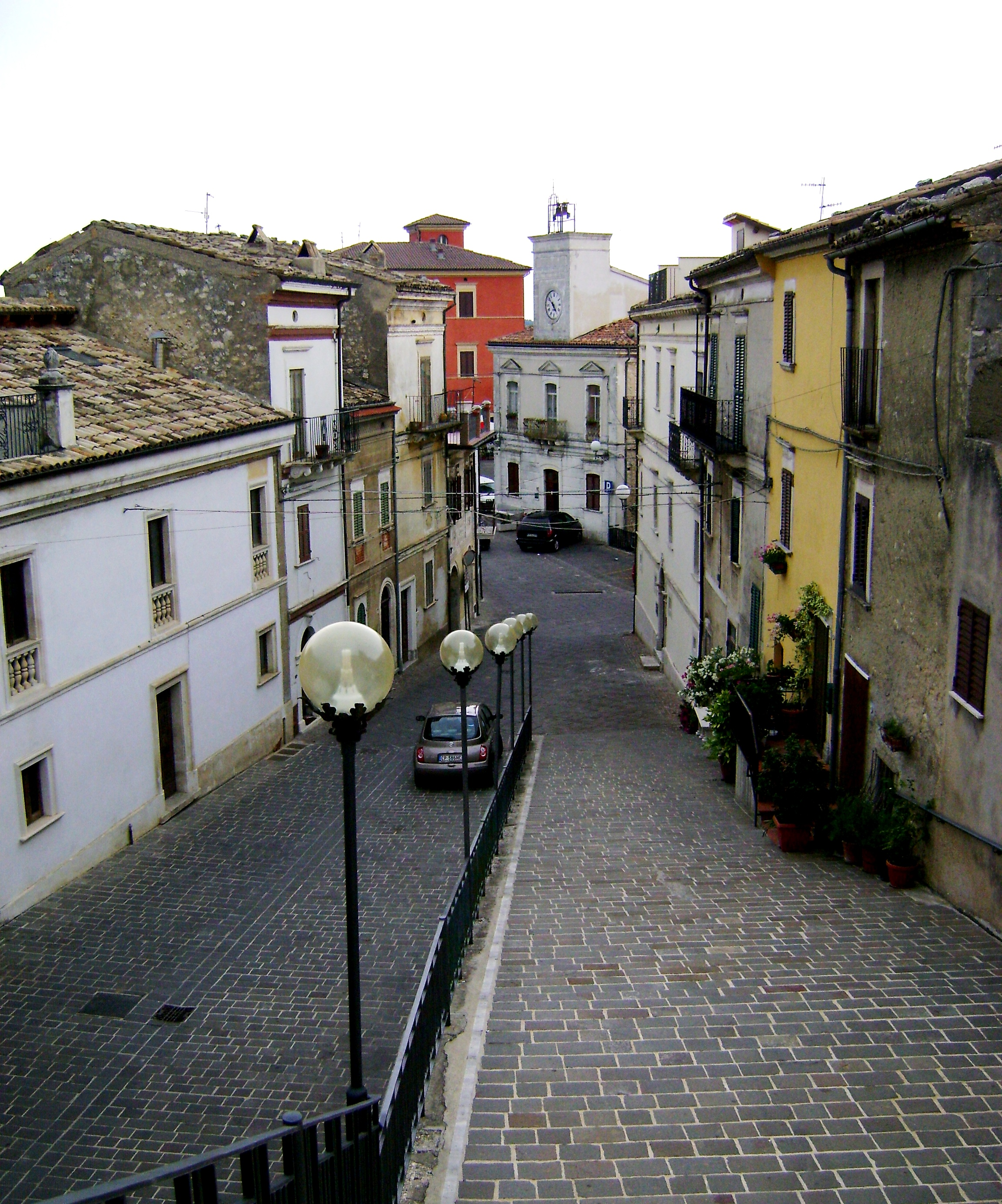
Rapino (Chieti), via Roma e in fondo piazza A. Paolucci

Nel corso dell'undicesima battaglia dell'Isonzo, mentre stava guidando un assalto, rimase gravemente ferito all'intestino, e si spense presso l'ospedale chirurgico di Quisca in Slovenia, il 5 settembre 1917. Fu decorato postumo con la Medaglia d'argento al valor militare alla memoria. A causa di problematiche burocratiche il Ministero italiano non assegnò il massimo riconoscimento, anche se riconobbe che Paolucci l'avrebbe meritato.
Nel 1940 fu realizzata la Piazza "Amilcare Paolucci", a lui intitolata quale piazza principale della città di Rapino, con dedicata un monumento a mezzo busto con lapide, contornata da due rami di quercia e di alloro, sempre situata nella stessa piazza.

### Annotazioni
1. ↑  Sorta su un'area donata al comune di Rapino dalla madre di Amilcare.